# Passeport américain

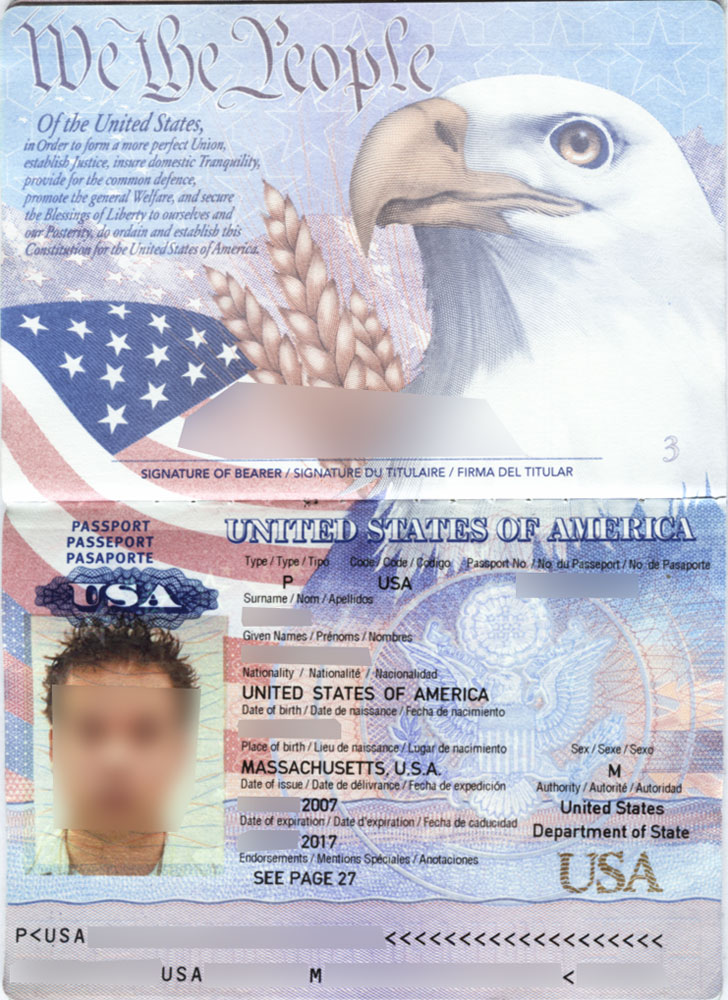

Le passeport des États-Unis d'Amérique (en anglais : United States passport) est un document délivré exclusivement par le département d'État des États-Unis qui permet aux citoyens américains de circuler à l'étranger, pour autant que ceux-ci respectent les exigences de visas qui peuvent s'appliquer. Les passeports américains sont conformes aux standards recommandés (taille, compositions, technologie) par l'Organisation de l'aviation civile internationale  (OACI).
Le département d'État délivre également des cartes-passeports (passport cards) qui sont valides pour le voyage d'Américains par voie terrestre ou maritime (mais non par voie aérienne) entre les États-Unis et le Canada, les États-Unis et le Mexique, les États-Unis et les Bermudes et les États-Unis et certaines destinations aux Antilles. 
Le passeport américain est produit par le Bureau d'impression du gouvernement des États-Unis (en anglais : Government Printing Office ou GPO).
Depuis la catastrophe de Challenger en 1986 un extrait du discours d’Ellison Onizuka (astronaute de la NASA) est présent sur chaque passeport américain.

## Liste des pays sans visa ou visa à l'arrivée
En janvier 2019, les citoyens américains peuvent entrer sans visa préalable (soit absence de visa, soit visa délivré lors de l'arrivée sur le territoire) dans 185 pays et territoires pour des voyages d'affaires ou touristiques de courte durée. Selon l'étude de Henley & Partners, les États-Unis sont classés sixième en termes de liberté de voyages internationaux.

## Exigences pour la photo de passeport américain
- couleur d’arrière-plan : blanc
- résolution minimale : 300 DPI
- format : 51 × 51 mm
- minimum 40 cm entre l’appareil et le visage de la personne
- posture droite et fixe
- lumière répartie de manière égale et uniforme sur l’ensemble du visage